# ANSI-графика

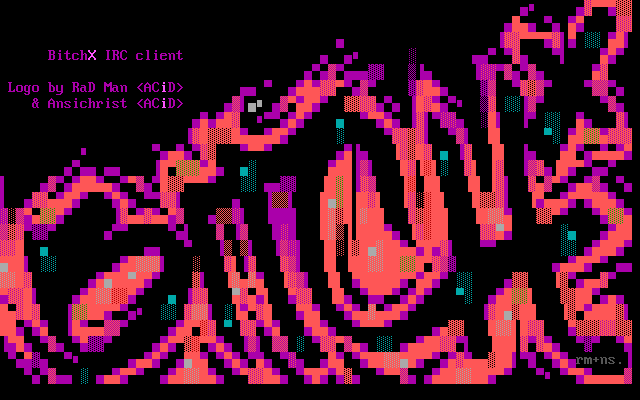
Заставка BitchX, выполненная в ANSI-графике

ANSI-графика — расширение ASCII-графики. Этот вид цифровой графики создаёт картинку из символов, но использует не только символы, предлагаемые кодировкой ASCII, а все 224 печатных символа, 16 цветов шрифта и 8 фоновых цветов, поддерживаемых драйвером ANSI.SYS, который использовался в системе MS-DOS. ANSI-графика использовалась в BBS.
Файлы часто имели расширение .ans. Для их создания часто использовались специальные программы, в частности пакет TheDraw, написанный Яном Э. Дэвисом (Ian E. Davis) в 1986 году. Этот пакет, среди прочего, позволял создавать анимацию, а также имел «шрифты», то есть наборы больши́х символов, составленных из маленьких.
Почти полное исчезновение BBS и MS-DOS резко уменьшило популярность ANSI-графики. Среды MS-DOS под Windows NT не используют ANSI.SYS; даже просмотр ANSI-графики в среде Windows NT требует специальных программ. Однако, графика ANSI по-прежнему поддерживается консольным текстовым драйвером Linux.
В стиле ANSI-графики работали группы ACiD Productions, Black Maiden, iCE Advertisements.